# Shōta Hara
Shōta Hara (jap. 原 翔太, Hara Shōta; * 18. Juli 1992 in Ina) ist ein ehemaliger japanischer Sprinter, der sich auf den 200-Meter-Lauf spezialisiert hat.

## Sportliche Laufbahn
Erste internationale Erfahrungen sammelte Shōta Hara im Jahr 2014, als er bei den Asienspielen in Incheon in 20,89 s den fünften Platz im 200-Meter-Lauf belegte und der japanischen 4-mal-100-Meter-Staffel zum Finaleinzug verhalf und somit am Gewinn der Silbermedaille beteiligt war. Im Jahr darauf belegte er bei den Asienmeisterschaften in Wuhan in 21,16 s den siebten Platz über 200 Meter und 2022 beendete er dann seine aktive sportliche Karriere im Alter von 30 Jahren.

## Persönliche Bestzeiten
- 100 Meter: 10,13 s (+1,9 m/s), 4. Juni 2017 in Tottori
- 200 Meter: 20,33 s (+1,8 m/s), 26. Juni 2016 in Nagoya